# Микрофлора влагалища

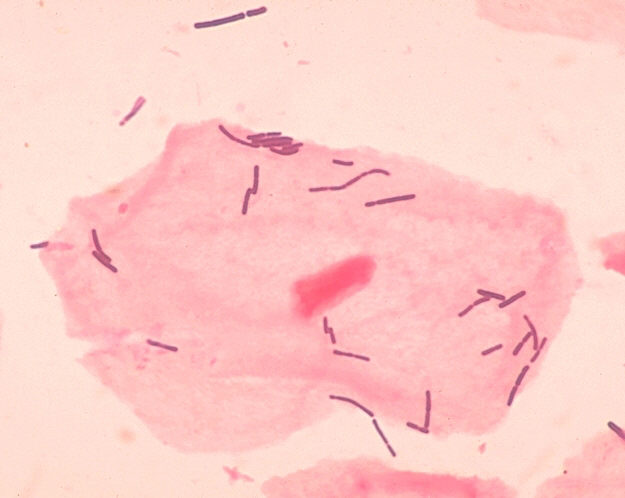
Лактобактерии и слущенная клетка плоского эпителия влагалища в микропрепарате мазка из влагалища. Оптическая микроскопия, окраска гематоксилин-эозином

Микрофлора влагалища, вагинальная микробиота или вагинальный микробиом — это совокупность микроорганизмов, колонизирующих влагалище. Они были обнаружены немецким гинекологом Альбертом Дёдерляйном в 1892 году и являются частью общей микрофлоры женщины. В его честь и названы бактерии обитающие в норме во влагалище — палочками Дёдерлейна. Количество и тип присутствующих бактерий имеют большое значение для общего состояния здоровья женщины.
Микрофлора здорового человека относятся к роду Lactobacillus, такие как L. crispatus, и продуцируемая молочная кислота, как полагают[кто?], защищают от заражения патогенными видами.

## Лактобактерии
Основными колонизирующими бактериями влагалища здоровой женщины являются бактерии рода Lactobacillus (90-95 %), наиболее распространенными являются L. crispatus, L. iners, L. jensenii и L. gasseri.
Было показано, что лактобактерии подавляют рост патогенных микроорганизмов in vitro, например Bacteroides fragilis, кишечной палочки, Gardnerella vaginalis, Mobiluncus spp., гонококка, Peptostreptococcus anaerobius, P. bivocia[уточнить] и стафилококков. Принято считать, что это достигается в основном за счет действия молочной кислоты.
Помимо производства молочной кислоты и конкурентного подавления видов, лактобактерии имеют и другие механизмы антагонизма, включающие производство активных форм кислорода (противомикробное средство широкого спектра действия) и бактериоцинов.

### pH и молочная кислота

Гликоген — это полисахарид, присутствующего в эпителии влагалища, который метаболизируется микробиотой в молочную кислоту. Его накопление зависит от фазы менструального цикла

Низкий уровень pH (кислая среда) считается основным механизмом, контролирующим состав микрофлоры влагалища. Хотя молочная кислота, вырабатываемая лактобактериями, способствует повышению кислотности влагалища, до сих пор не доказано, что она является основным источником низкого влагалищного pH.
При этом лактобактерии лучше всего развиваются при pH <3,5. Нормальный рН влагалища считается ниже 4,5 в диапазоне от 3,8 до 4,4.

### Перекись водорода
Производство перекиси водорода (H2O2) — хорошо известный механизм бактериального антагонизма, подавляющий рост микроорганизмов посредством прямого воздействия или через человеческую миелопероксидазу. Некоторые исследования показывают, что лактобактерии, продуцирующие перекись водорода, инактивируют ВИЧ-1, вирус простого герпеса 2 типа (HSV-2), E. coli, влагалищную трихомонаду, Gardnerella vaginalis и Prevotella bivia. Различные виды лактобактерий продуцируют разные уровни активных форм кислорода — В соответствии с этим L. iners, наиболее часто ассоциируемый с нарушенной микрофлорой влагалища, является плохим продуцентом H2O2

### Бактериоцины
Влагалищные лактобактерии продуцируют антимикробные пептиды — бактериоцины — такие как лактоцин 160 и криспазин с ингибирующей активностью в диапазоне от узкого (близкородственные виды Lactobacillus) до широкого (различные группы бактерий, включая G. vaginalis и P. bivia) и бактериоцин-подобных веществ с более широким спектром активности, чем бактериоцины. (например, термостойкий пептид, продуцируемый Lactobacillus salivarius subsp. salivarius CRL 1328).
Ингибирующие вещества, продуцируемые вагинальными Lactobacillus, являются основным фактором защиты вагинальной микробиоты с помощью органических кислот, бактериоцинов и перекиси водорода. Они действуют синергетически против заражения патогенами. Не все Lactobacillus spp. и не все штаммы в пределах одного вида Lactobacillus проявляют все 3 механизма. Виды Lactobacillus различаются у женщин в пременопаузе, например L. crispatus , L. jensenii , L. iners , L. gasseri (и, возможно, L. vaginalis), при оценке с помощью методов, зависимых от культивирования и независимых от культивирования.

## Другая микробиота
Здоровая, нормальная микробиота влагалища, в которой преобладают лактобациллы, может различаться среди некоторых этнических групп. Непатогенные вагинальные виды являются частью нормальной микробиоты некоторых женщин.
Несколько[сколько?] исследований показали, что значительная часть (7-33 %) здоровых бессимптомных женщин (особенно темнокожих и латиноамериканских женщин) не имеет заметного количества видов Lactobacillus во влагалище, и вместо этого имеют вагинальную микробиоту, которая состоит из других бактерий, продуцирующих молочную кислоту, то есть видов из родов Atopobium, Leptotrichia, Leuconostoc, Megasphaera, Pediococcus, Streptococcus и Weissella.
Различия в структуре и составе микробных сообществ могут лежать в основе хорошо известных различий в восприимчивости женщин этих расовых групп к бактериальному вагинозу и различным вагинальным инфекциям, в том числе заболеваниям, передающимся половым путём.